# Gaudenci (músic)
Gaudenci (Gaudentius) fou un autor romà d'un tractat de música escrit en grec titulat Εἰσαγωγὴ ἁρμονική. Va ser una mica anterior a Claudi Ptolemeu però la seva època exacte es desconeix. Era seguidor d'Aristòxen. L'esmenta entre d'altres Cassiodor. La traducció al llatí es va perdre però l'original grec es conserva.
Gaudenci no és esmentat per cap altre autor grec antic per lo qual no se sap res de la vida d'aquest teòric musical. Malgrat el desacord de la crítica moderna, hi ha una pràctica unanimitat a l'hora d'ubicar temporalment Gaudenci en una data més o menys precisa i es la inclusió dels signes musicals com a "guia", en algun moment entre el segle II i V, (d,C.), és a dir entre Ptolemeu i Cassiodor. Els uns i els altres difereixen entre si en la concreció d'aquest moment. Podria haber estat contemporani de Nicòmac de Gèrasa.

## Obra
Síntesi del contingut indicant nombre de llibres
- Capítol 0: Proemi justificatiu-programàtic.
- Capítols I-IX: aristoxènics, en ells, Gaudencio reflecteix les definicions aristoxèniques d'alguns elements harmònics, desviant-se del programa presentat al proemi.
- Capítols X-XVI: pitagòrics, tinguts com una enorme digressió, reflecteix la segona gran modificació del programa a seguir. Al llarg d'aquests capítols Gaudenci estudia qüestions musicals pròpies d'aquesta escola, com el càlcul de les proporcions entre les notes o la demostració matemàtica que el semitò no és l'exacta meitat d'un to, sinó que aquest es compon del que s'ha fet anomenat "semitono menor" o leimma i "semitono major" o apotomé.
- Capítols XVII-XIX: tornada als capítols aristoxènics en forma de correccions de conceptes acceptats per aquesta escola i exposats anteriorment al tractat.
- Capítols XX-XXIII: notació musical grega. En aquestes seccions, a més d'oferir una sèrie de taules que reflecteixen la notació vocal i instrumental, Gaudenci comença justificant la seva presència al conjunt de l'obra, així com la utilitat que els signes musicals aporten a la música i al músic.[1]

Els dos trets que caracteritzen l'obra de Gaudenci són la senzillesa pròpia dels documents musicals d'aquesta època, traduïda en l'eclecticisme imperant en les línies, i l'ús de la notació musical al final del tractat.